# Vena vertebrale
La vena vertebrale è un ramo affluente del tronco brachiocefalico che, originatosi a livello della membrana atlantooccipitale posteriore, decorre verso il basso passando nei fori trasversari delle vertebre cervicali (dall'atlante alla prominente), per poi sboccare sul margine posteriore del tronco stesso. Essa si trova in posizione laterale rispetto all'arteria omonima.